# Zmajski most, Đà Nẵng
Zmajski most (vietnamsko Cầu Rồng) je most čez reko  Hàn pri Đà Nẵngu v Vietnamu.
Gradnja mostu se je začela 19. julija 2009 (na isti dan kot je bila otvoritev bližnjega mostu Thuan Phuoc), ko so se nekdanji vietnamski premier Nguyen Tan Dung in številni visoki vladni uradniki udeležili slovesnosti polaganja temeljev.
Zmajski most je dolg 666 m, širok 37,5 m in ima šest prometnih pasov. Za promet so ga odprli 29. marca 2013, njegova cena pa je znašala skoraj 1,5 bilijona VND (88 milijonov USD). Most so zasnovali ameriška družba Ammann & Whitney Consulting Engineers skupaj z Louis Berger Group. Gradnjo je izvajalo podjetje Company No. 508, podružnica Civil Construction Engineering Corporation št. 5, in Bridge Company št. 75.
Glavni razpon je bil dokončan 26. oktobra 2012. Most je bil odprt za promet 29. marca 2013, na 38. obletnico zavzetja mesta Đà Nẵng s strani severnovietnamskih sil (znano kot Osvoboditev Đà Nẵnga v Vietnamu) med vietnamsko vojno.
Ta sodoben most prečka reko Hàn v prometnem krožišču Le Dinh Duong/Bach Dang in zagotavlja najkrajšo cestno povezavo od mednarodnega letališča Đà Nẵng do drugih glavnih cest v mestu Đà Nẵng ter bolj neposredno pot do plaže My Khe in plaže Non Nuoc na vzhodnem robu mesta. Most je bil zasnovan in zgrajen v obliki zmaja in vsak petek, soboto in nedeljo zvečer ob 21. uri bruha ogenj in vodo.